# Пилицкий замок
Пилицкий замок (пол. Zamek w Pilicy) — замок (также часто называется дворцом), расположенный на Краковско-Ченстоховской возвышенности в городе Пилице в Заверценском повяте Силезского воеводства в Польше. Лежит на туристическом Пути Орлиных Гнезд.
Окруженный бастионными фортификациями, замок состоит из 4 крыльев, окружающих внутренний замковый двор.

## История
В 1569 году Пилицу у рода Пилецких, которых раньше называли Топорчиками, приобрели Падневские герба Новина. Около 1610 года освенцимский каштелян Войцех Падневский построил здесь свою позднеренессансную усадьбу в итальянском стиле и переехал в неё из соседнего замка в Смолене. После угасания рода Падневских, очередным владельцем замка стал князь Юрий Збаражский, который и завершил её строительство.
Следующим владельцем замка стал Константин Вишневецкий, дочь которого Елена передала замок как приданое в 1636 году Станиславу Варшицкому из Данкова. Он перестроил его и в 1651 году соорудил мощные укрепления, окружавшие замок, в том числе шесть каменных бастионов с казематами, соединённых куртиновыми стенами и окруженных 20-метровым рвом, благодаря чему замок стал современным на то время крепостью. Несмотря на это, в 1655 году, во время Шведского потопа, замковый комплекс был ненадолго занят шведскими войскам под командованием Линдорна. Однако уже вскоре Варшицкому удалось его отбить, после чего он восстановил замок от нанесенных повреждений. В 1705 году шведские войска снова захватили замок. В 1731 году последняя представительница рода Варшицких, Эмеренциана Поцеёва, продала замок Марии Вессель Собеской (вдове королевича Константина Владислава Собеского), которая перестроила его в стиле барокко. В 1753 году она передала Пилицу своему племяннику Теодору Весселю и ушла в монастырь Сакраменток в Варшаве.
В 1852 году замок купил Кристин Август Моес, который начал его реконструкцию, после которой он сгорел в пожаре. В 1874 году руины купил известный промышленник Леон Эпштайн, который отремонтировал замок и придал ему неоренессансный стиль, а фортификации украсил в романтическом стиле. В 1880 году Эпштайны покинули Пилицу, переехав в Краков. К 1887 году их имуществом здесь распоряжались управляющие, после чего было принято решение продать замковый комплекс.
В 1908 году Пелагея Дивульская (вдова Здислава Пухалы) продала замок и окрестные имения инженеру Казимиру Аркушевскому, потомки которого владели им до 1945 года. С конца 1942 года до весны 1944 года в замке размещался взвод моторизованной жандармерии под командованием лейтенанта фон Креске, расстрелявший 80 поляков и 70 евреев возле стен замка. В 1945 году в замке был устроен детский дом для девочек, а в 1980-х годах XX века — исправительное учреждение для несовершеннолетних. В 1960—1962 годах была осуществлена частичная консервация дворцовых интерьеров.
В мае 1989 года замковый комплекс приобрела Барбара Пясецкая-Джонсон, которая планировала обустроить здесь свою усадьбу с открытой для посетителей художественной галереей, однако через год ремонта работы были прекращены, так ак претензии на замок выразили потомки Казимира Аркушевского. В 1994 году суд признал недействительным нотариальный акт купли-продажи замка, поскольку на это не дал согласия министр культуры. Апелляционное производство по этому делу велось вплоть до смерти Пясецкой-Джонсон в апреле 2013 года.

## Парк
Вокруг дворца располагается парк площадью 10 га с богатой растительностью, считающийся памятником природы и произведением садово-паркового искусства. В парке есть колодец в стиле классицизма.

## Галерея

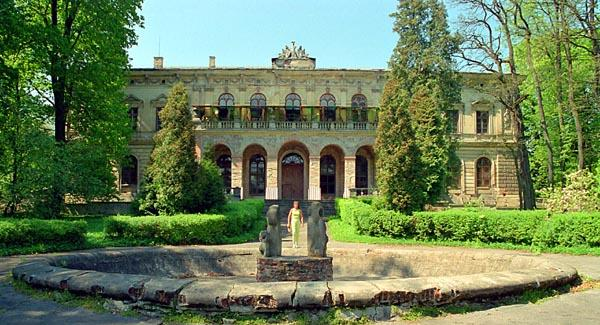
Вид замка с фонтаном
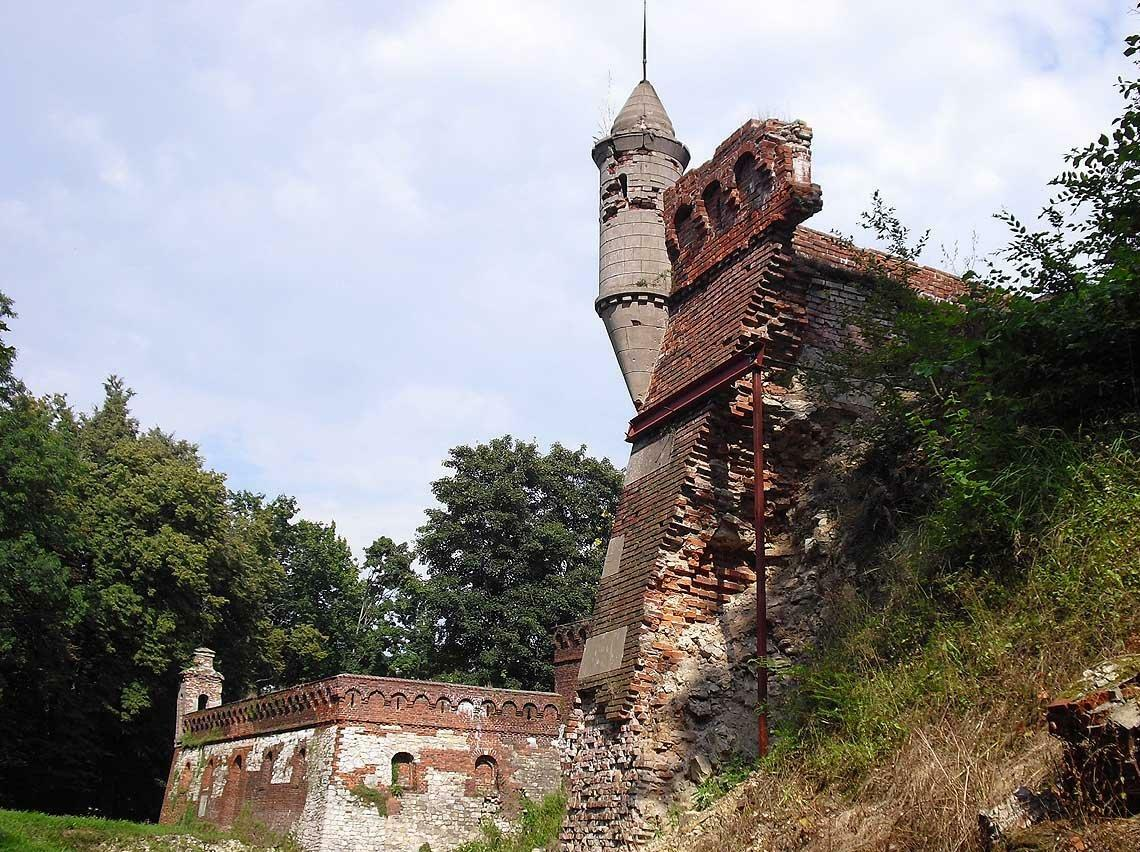
Сохранившиеся стены замка
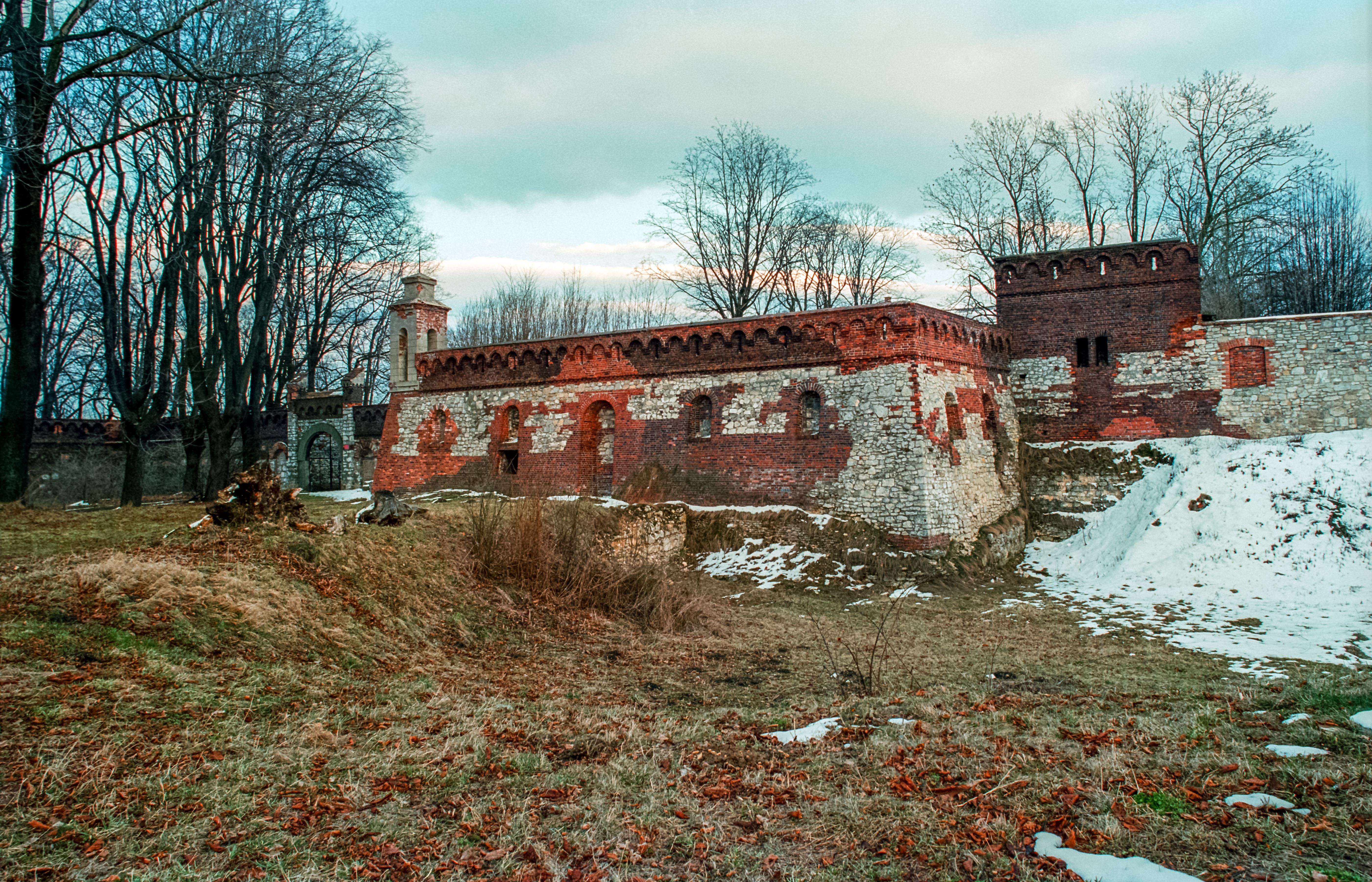
Бастионы стены 1651 года
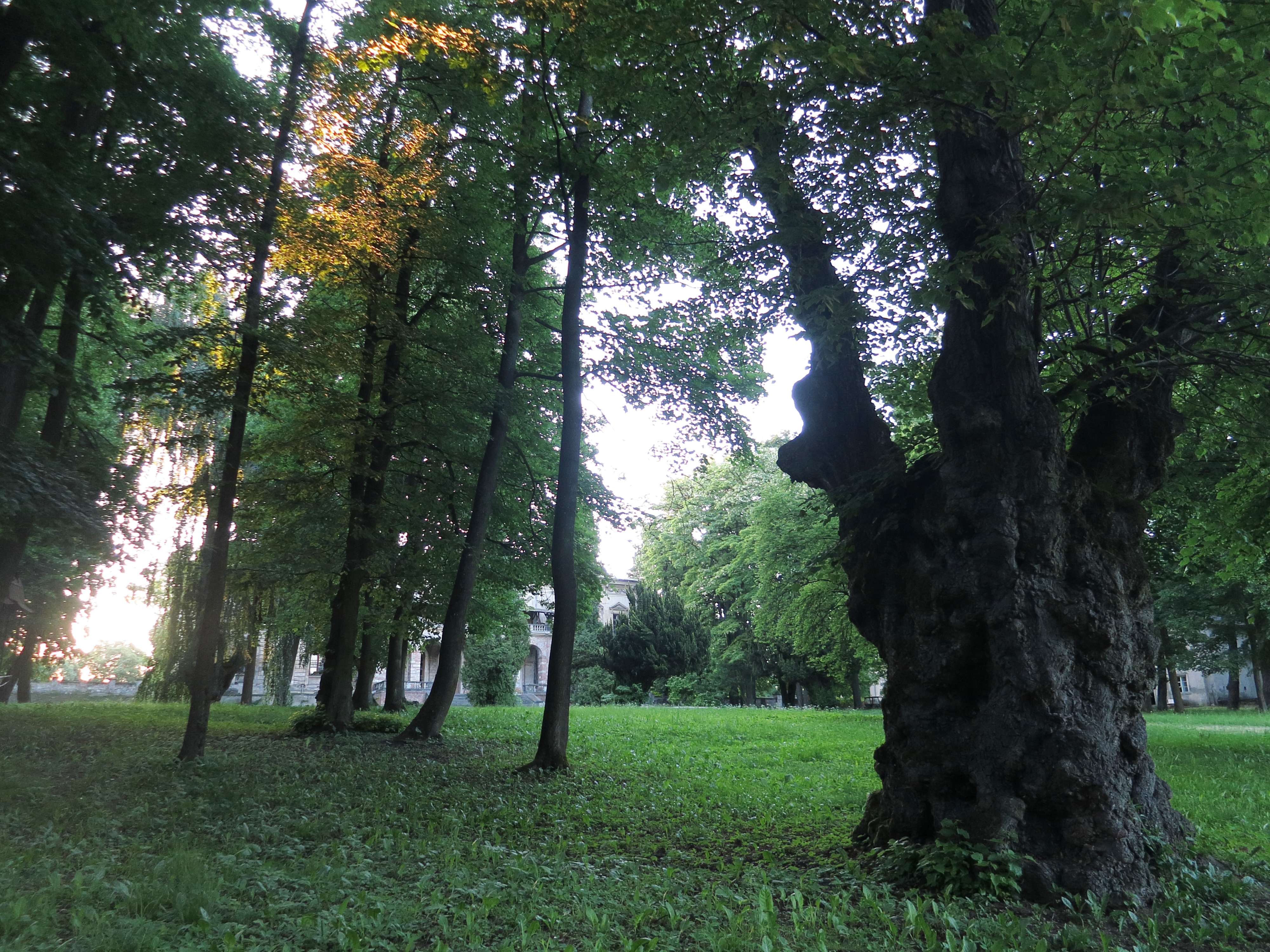
Парк